# Theodor von Dusch

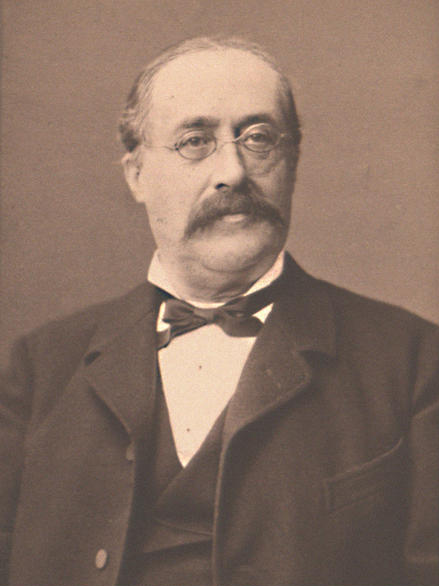
Theodor von Dusch

Theodor von Dusch als Heidelberger Nassauer

Theodor von Dusch (* 17. September 1824 in Karlsruhe; † 13. Januar 1890 in Heidelberg) war ein deutscher Mediziner.

## Leben
Dusch stammte aus einer alten kurpfälzischen Beamtenfamilie. Sein Großvater Franz Hyzinth Edler von Dusch war Landschreiber des Oberamts Neustadt an der Haardt, kurpfälzischer Regierungsrat in Heidelberg und ab 1803 großherzoglich badischer Hofrat in Mannheim. Der Vater, Alexander Anton Edler von Dusch, war von 1843 bis 1849 badischer Staatsminister des Großherzoglichen Hauses und des Äußern.
Theodor von Dusch studierte zunächst Rechtswissenschaft an der Albert-Ludwigs-Universität Freiburg, dann Medizin an der Ruprecht-Karls-Universität Heidelberg. Seine Lehrer waren vor allem Jakob Henle, Karl von Pfeufer und Maximilian Joseph von Chelius. 1847 wurde er promoviert. 1848 setzte er seine Studien in Paris fort; er musste aber wegen der Februarrevolution 1848 vorzeitig zurückkehren. Dusch war 1848–1854 als praktischer Arzt in Mannheim tätig. In dieser Zeit forschte er mit H. Schröder zu unterschiedlichsten Gebieten wie beispielsweise zu den Wirkungen von durch Baumwolle filtrierter Luft. 1854 habilitierte er sich in Heidelberg. Dort wurde er 1856 Extraordinarius für Pathologie und Direktor der Medizinischen Poliklinik. Als erster führte er in Heidelberg erfolgreich eine Tracheotomie bei Diphtherie und eine Kraniotomie aus. 1864 wurde er in die Deutsche Akademie der Naturforscher Leopoldina gewählt. 1870 wurde er in Heidelberg ordentlicher Professor. Dusch gehörte zu den herausragenden Persönlichkeiten der Medizinischen Fakultät an der Universität Heidelberg. Nachhaltige Verdienste erwarb er sich auch um den Aufbau der Luisenanstalt, die mit großzügiger Unterstützung der Großherzogin Luise erfolgte. Die pflegerische Leitung der Luisenanstalt, in der bei der Eröffnung 33 Kinder aufgenommen wurden, erfolgte durch die Rotkreuz-Schwester Karoline Bayer.
Dusch war Mitglied des Corps Suevia Freiburg (1842) und des Corps Nassovia Heidelberg (1843). Er war verheiratet mit Auguste, einer Tochter des Heidelberger Chemikers und Lehrers von Theodor von Dusch, Leopold Gmelin.
Im Foyer der Klinik für Kinder- und Jugendmedizin des Universitätsklinikums Heidelberg erinnert eine Gedenktafel an Theodor von Dusch. In der nach Ludolf Krehl benannten Medizinischen Universitätsklinik Heidelberg trägt eine Krankenstation seinen Namen (Stand 2016).

## Schriften
- Lehrbuch der Herzkrankheiten. Leipzig 1868
- Die Krankheiten des Endo- und Myocardium, in: Carl Jakob Christian Adolf Gerhardt: Handbuch der Kinderkrankheiten. 1870.